# Ogorevc
Ogorevc je naselje v Občini Štore.

## Prebivalstvo
Etnična sestava 1991:
- Slovenci: 87 (97,8 %)
- Hrvati: 1 (1,1 %)
- Neznano: 1 (1,1 %)